# Cake to Bake
Cake to Bake è un singolo del gruppo musicale lettone Aarzemnieki. Il brano è stato scritto da Guntis Veilands, uno dei membri del gruppo.
Il brano è stato selezionato per rappresentare la Lettonia all'Eurovision Song Contest 2014, tramite una competizione canora organizzata dall'emittente televisiva nazionale LTV. Gli Aarzemnieki si sono esibiti nella prima semifinale, che si è tenuta il 6 maggio a Copenaghen, non riuscendosi a qualificare per la finale del 10 maggio. Con 33 punti ricevuti, la canzone si è infatti classificata al tredicesimo posto.

## Partecipazione all'Eurovision
Nella serata della prima semifinale, che è stata mandata in onda in diretta da Copenaghen il 6 maggio, gli Aarzemnieki hanno cantato Cake to Bake per secondi, dopo l'Armenia e prima dell'Estonia. Non vengono nominati nell'elenco dei dieci qualificati alla finale del 10 maggio, andando così ad incrementare la lunga serie di non qualificazioni per la nazione baltica iniziata nel 2009. È stato successivamente reso noto che nella semifinale gli Aarzemnieki sono arrivati tredicesimi su 16 partecipanti totalizzando 33 punti.

### Punti ottenuti
| Prima semifinale | Prima semifinale | Prima semifinale | Prima semifinale        | Prima semifinale     |
| 12 punti         | 10 punti         | 8 punti          | 7 punti                 | 6 punti              |
| ---------------- | ---------------- | ---------------- | ----------------------- | -------------------- |
|                  |                  |                  | - Azerbaigian           | - Estonia - Islanda  |
| 5 punti          | 4 punti          | 3 punti          | 2 punti                 | 1 punto              |
| - Belgio         |                  | - Portogallo     | - Ungheria - San Marino | - Danimarca - Svezia |